# أديل برانديز
أديل برانديز (بالإنجليزية: Adele Brandeis) هي مؤرخة الفن ومؤرخة أمريكية، ولدت في 1885، وتوفيت في 1975.